# Psaliodes bistrigata
Psaliodes bistrigata là một loài bướm đêm trong họ Geometridae.